# Swedish Match
Swedish Match is een Zweeds bedrijf dat verschillende soorten rookvrije tabak, sigaren en pijptabak verkoopt, evenals lucifers en aanstekers. Het bedrijf is sinds eind 2022 een onderdeel van Philip Morris International.

## Activiteiten
Het verkoopt zijn producten in meer dan honderd landen en fabriceert ze in elf verschillende landen. Het bestverkopende product is snus, een Zweedse term voor pruimtabak. Dit product is goed voor twee derde van de totale omzet in 2021. Sigaren staan met een omzetaandeel van 25% op de tweede plaats. Het telt iets meer dan 7500 medewerkers, waarvan iets meer dan 100 in Nederland en twee in België. Ongeveer de helft van de medewerkers is werkzaam in de Dominicaanse Republiek. 

## Geschiedenis
De geschiedenis van de tabaksactiviteiten gaat terug naar 1915, toen werd AB Svenska Tobaksmonopolet opgericht. Dit bedrijf kreeg een monopolie op de verkoop van deze artikelen in Zweden. Voor de lucifers werd in 1917 Svenska Tändsticks AB opgericht. Deze twee bedrijven gingen samen verder als Swedish Match in 1994. Conglomeraat Volvo was al langere tijd een groot aandeelhouder en werd zelfs de enige aandeelhouder in 1994. In mei 1996 kreeg Swedish Match een eigen beursnotering omdat het niet meer paste binnen de strategie van Volvo.
In 1999 werden de activiteiten met betrekking tot sigaretten verkocht aan Austria Tabakwerke. Merken als Blend, John Silver en Right gingen hiermee over. De sigaretten verkopen daalden over een reeks van jaren en Swedish Match besloot deze markt te verlaten en zich te concentreren op sigaren en rookvrije waren. In de jaren daarna volgden diverse acquisities, deze opgekochte bedrijven zijn vooral actief in de productie en verkoop van sigaren in diverse landen.
In mei 2022 deed Philip Morris International (PMI) een bod op alle aandelen van Swedish Match. PMI is bereid 106 Zweedse kroon per aandeel, dat is in totaal 15 miljard euro, te betalen. Vanwege de dalende sigarettenverkoop wil PMI zijn assortiment uitbreiden met de rookvrije producten van Swedish Match. Tussen 2009 en 2015 hadden de twee al een joint venture voor de verkoop van rookvrije waren buiten Zweden en de Verenigde Staten. In november 2022 had PMI meer dan 90% van de aandelen in handen en op 30 december 2022 werd de beursnotering van Swedish Match beëindigd.